# Eriocaulon wightianum
Eriocaulon wightianum là một loài thực vật có hoa trong họ Eriocaulaceae. Loài này được Mart. mô tả khoa học đầu tiên năm 1832.